# ناحیه پاراماریبو
پاراماریبو یکی از استان‌های کشور سورینام است. 

## جغرافیا
این استان شامل پایتخت پاراماریبو و حومهٔ آن است.
استان پاراماریبو دارای جمعیت ۲۲۰,۰۰۰ نفر و مساحت ۱۸٣ کیلومتر مربع است.

## تاریخچه
این منطقه در ابتدا در سدهٔ ۱۷ هفدهم میلادی با ساختن قلعهٔ ویلاوبی بوسیلهٔ انگلیسها استعمار شد. 
پس از آن این قلعه در دست هلندی‌ها افتاد و هلندی‌ها نام قلعه را به قلعهٔ زیلاندیا مبدل کردند.
ناحیه و شهر پاراماریبو همچنان یا زیر حکم انگلیس‌ها یا هلندی‌ها بوده، تا اینکه قرارداد بردا پس از دومین جنگ انگلیسی – هلندی، تمام سورینام را به هلند واگذار کرد.